# Декель, Эдди
Эдди Декель (англ.  Eddie Dekel; род. 28 сентября 1958 года, Нью-Йорк, США) — американский экономист, профессор экономики, президент Эконометрического общества в 2016 году.

## Биография
Эдди Декель родился 28 сентября 1958 года в Нью-Йорке, США.
В 1978—1981 годах проходил обучение в Тель-Авивском университете, где в 1981 году с большим почётом получил степень бакалавра (B.A.). Затем учился в Гарвардском университете в 1982—1986 годах, где в 1986 году был удостоен докторской степени (Ph.D.) по экономике.
Свою преподавательскую деятельность начал в должности исполняющего обязанности ассоциированного профессора в 1988—1990 годах, затем был ассоциированным профессором в 1990—1993 годах, полным профессором в 1993 году в Калифорнийском университете в Беркли. С 1993 года стал профессором на экономическом факультете, а с 2003 года по настоящее время является именным профессором — профессором Вильяма Кенана Северо-Западного университета. Параллельно является профессором с 1997 года, был профессором Арона Рубенштейна в 2004—2011 годах, а с 2011 года по настоящее время профессор Грейс и Даниэль Росс в Тель-Авивском университете.
Эдди Декель является выбранным членом с 1998 года, а в 2016 году был президентом Эконометрического общества, членом Американской академии искусств и наук с 2008 года, членом Общества Теории игр с 1999 года, членом Общества развития экономической теории с 2011 года, помощником редактора журналов «Theoretical Economics», «Econometrica», Journal of Political Economy и других.

## Награды и гранты
За свои достижения был отмечен наградами и грантами:
- 1980—1981 — стипендия Лапида от факультета статистики Тель-Авивского университета;
- 1984—1985 — стипендия Чилиз от экономического факультета Гарвардского университета;
- 1985—1986 — грант Фонда Альфреда Слоуна на написание докторской диссертации;
- 1986—1988 — научно-исследовательская стипендия от Института Миллера[англ.];
- 1988—1991 — грант от Национального научного фонда за работу «Justifications for, and developments of, solution concepts for games»;
- 1990—1992 — грант Фонда Альфреда Слоуна;
- 1991—1993 — грант от Национального научного фонда за работу «Эволюция оптимизации поведения и отношения к риску»;
- 1994—1996 — грант от Национального научного фонда за работу «Эндогенные показатели экспериментов; динамика в не-секционированных моделях и конкуренция в моделях стадо/каскада»;
- 1997—2000 — грант от Национального научного фонда за работу «Модели последовательного голосования»;
- 1999—2001 — грант от Национального научного фонда за работу «Эволюция предпочтений и моделирование неосознанности»;
- 2001—2005 — грант от Национального научного фонда за работу «Оценка через конкурсы»;
- 2008—2011 — грант от Национального научного фонда за работу «Межвременной выбор и медиа-распространение»;
- 2012—2016 — грант от Национального научного фонда за работу «Дизайн механизм с издержками верификации».